# Rumor and Sigh
Rumor and Sigh je sedmé sólové studiové album anglického kytaristy a zpěváka Richarda Thompsona. Vydalo jej v roce 1991 hudební vydavatelství Capitol Records. Produkoval jej Mitchell Froom a v žebříčku UK Albums Chart se umístilo na 32. příčce. Album bylo neúspěšně nominováno na cenu Grammy v kategorii nejlepších alternativních alb, ale nakonec cenu získala skupina R.E.M. za nahrávku Out of Time. Píseň „1952 Vincent Black Lightning“ v pozdějších letech hráli například Bob Dylan, Dick Gaughan nebo Jeff Lang. Časopis Time ji v roce 2011 zařadil mezi sto nejpozoruhodnějších písní od vzniku magazínu v roce 1923.

## Seznam skladeb
Autorem všech skladeb je Richard Thompson.
| Pořadí | Název                        | Délka |
| ------ | ---------------------------- | ----- |
| 1.     | Read About Love              | 3:34  |
| 2.     | I Feel So Good               | 3:21  |
| 3.     | I Misunderstood              | 4:05  |
| 4.     | Grey Walls                   | 4:21  |
| 5.     | You Dream Too Much           | 4:06  |
| 6.     | Why Must I Plead             | 4:58  |
| 7.     | 1952 Vincent Black Lightning | 4:43  |
| 8.     | Backlash Love Affair         | 4:49  |
| 9.     | Mystery Wind                 | 4:35  |
| 10.    | Don't Sit on My Jimmy Shands | 4:26  |
| 11.    | Keep Your Distance           | 4:11  |
| 12.    | Mother Knows Best            | 4:59  |
| 13.    | God Loves a Drunk            | 4:43  |
| 14.    | Psycho Street                | 4:28  |

## Obsazení
- Richard Thompson – zpěv, kytara, mandolína, niněra
- Mitchell Froom – klávesy
- Jerry Scheff – baskytara
- Mickey Curry – bicí
- Jim Keltner – bicí
- Alex Acuña – perkuse
- Christine Collister – doprovodné vokály
- Clive Gregson – doprovodné vokály
- John Kirkpatrick – akordeon, koncertina, doprovodné vokály
- Phil Pickett – šalmaj, krumhorn, zobcová flétna
- Simon Nicol – kytara
- Aly Bain – housle